# Pauline Martin (auteur de bande dessinée)
Pour les articles homonymes, voir Pauline Martin.
Pauline Martin, née à Paris le 17 juin 1975, est une artiste française, auteure et dessinatrice de bande dessinée et illustratrice d'ouvrages jeunesse.

## Biographie
Elle abandonne des études de médecine et entre à l'Atelier de Sèvres puis à l'Institut Supérieur des Arts Appliqués, où elle suit les cours d'illustration de Killoffer et Dupuy et Berberian. 
Elle a publié plus d'une trentaine d'albums jeunesse chez Actes Sud, Gallimard, Nathan, Albin Michel Jeunesse, La partie.
Elle illustre depuis 2015 la série Archibald, écrite par Astrid Desbordes, dont le titre Mon amour est un best seller international et est devenu un classique de la littérature jeunesse.
Elle illustre également depuis 2017 la série Max et Lapin, de la même autrice aux éditions Nathan.

## Ouvrages
- Ce que je sais de ma maman, Albin Michel, 2007
- Les rêveries d'un hamster solitaire, Astrid Desbordes, illustrations de Pauline Martin, Albin Michel, 2008
- Le dîner surprise,  Astrid Desbordes, ill. Pauline Martin, Albin Michel, 2009
- Mon grand frère, Albin Michel, 2011
- Le bureau des papas perdus, Éric Veillé, Pauline Martin, Actes sud junior, 2013
- Ma vie en pyjama, Éric Veillé, Pauline Martin, L'Ecole des loisirs, 2014
- Le voyage d'un hamster extraordinaire, Astrid Desbordes, Pauline Martin, Albin Michel, 2014
- Maman à l'école, Éric Veillé, Pauline Martin, Actes Sud junior, 2015
- Mon amour, Astrid Desbordes, illustrations de Pauline Martin, Albin Michel, 2015
- Un amour de petite sœur, Astrid Desbordes, illustrations de Pauline Martin, Albin Michel, 2016 ; rééd. France Loisirs, 2017
- Ce que papa m'a dit , Astrid Desbordes, illustrations de Pauline Martin, Albin Michel, 2016
- Au lit ! : une histoire d'Archibald , Astrid Desbordes, illustrations de Pauline Martin, Albin Michel, 2017
- Le bureau des papas perdus, Éric Veillé, Pauline Martin, Actes sud junior, 2017
- Ce que j'aime vraiment , Astrid Desbordes, illustrations de Pauline Martin, Albin Michel, 2017
- La tarte à la colère, Astrid Desbordes, illustrations de Pauline Martin, Nathan, 2017
- Comme toi, Jean-Baptiste Del Amo, Pauline Martin, Gallimard jeunesse, 2017
- Le capitaine au long cours, Jean-Michel Billioud, Pauline Martin, Gallimard jeunesse, 2018

## Prix et distinctions
- 2017 : Prix des Incorruptibles[2] pour Maman à l'école, avec Éric Veillé